# Stiring-Wendel
Stiring-Wendel é uma comuna francesa na região administrativa do Grande Leste, no departamento de Mosela. Estende-se por uma área de 3.6 km², e possui 11.385 habitantes, segundo o censo de 2018, com uma densidade de 3.200 hab/km².